# استیو وین
استیو وین (انگلیسی: Steve Wynn؛ زادهٔ ۲۷ ژانویهٔ ۱۹۴۲) اَبَربیزنس‌من آمریکاییست که به خاطر اشتغال در زمینهٔ صنعت هتل و کازینوهای لوکس شناخته می‌شود.
وی فعالیت حرفه‌ای خود را پس از یک سفر خانوادگی پس از مرگ پدرش به لاس وگاس و با خرید سهام اندکی در هتل نیوفرانتیر آغاز کرد. پدرش نیز در نیو هیون مالک کازینو بوده و از محل بازی‌های بینگو برایش بدهی بجای گذاشته بود. او با خرید سهام کوچکی افزایش ارزش و سود سهامش را مشاهده کرد و تصمیم گرفت به لاس وگاس نقل مکان کند. سپس هتل کازینوی گلدن ناگت واقع در فریمانت استریت را خریداری نمود و آن را توسعه داد. سپس هتلی مشابه را در آتلانتیک سیتی افتتاح نمود که این هتل مانند نمونه مشابه خود در لاس وگاس موفق نبود و استیو مجبور به فروش آن‌ها شد. سپس وی به لاس وگاس بازگشت و هتل بوردواک را افتتاح نمود. پس از چندی، وی شرکت میراژ ریزورتس خود را راه اندازی نمود و هتل کازینوی میراژ کنونی را ساخت. سپس آن را به ام جی ام فروخت و هتل کازینوی ترژر آیلند را ساخت. این هتل نیز با موفقیت مواجه شد و به فیلیپ (فیل) رافین فروخته شد. سپس وی هتل دونز را خریداری نمود و اقدام به ساخت و توسعه هتل بلاژیوی کنونی در محل سایت سابق این هتل نمود.
وی نقشی محوری در ظهور مجدد و گسترش نوار لاس وگاس بخصوص در دههٔ ۱۹۹۰ داشت. وین در سال ۲۰۰۰ شرکت میراژ رزورتس خود را به‌ام اجی ام فروخت که منجر به تشکیل ام جی ام میراژ شد. زان پس او شرکت وین رزورتس خود را به‌طور عمومی در یک عرضه اولیه سهام عرضه کرد.
او از طریق این شرکت، بر ساخت و توسعهٔ تفریگاه‌های متعدد لوکسی در لاس وگاس، ماکائو و باستون نظارت کرد و وین لاس وگاس را در ۲۰۰۵، وین ماکائو را در ۲۰۰۶، آنکور لاس وگاس را در ۲۰۰۸، و انکور ات وین ماکائو را در ۲۰۱۰ افتتاح کرد.
از کلابهایی که استیو وین در طراحی آن‌ها مشارکت داشته، می‌توان به کلاب ساحلی انکور، XS، بوترو، بار و کازینوی جزیره واقع در انکور، رستوران کابانا، رستوران بارتالوتا و… اشاره نمود که در طراحی آنها، استیو وین نیز مشارکت داشته‌است. در کل استیو وین به نظر نگارنده کارفرمای بسیار خوش ذوق، باسلیقه و البته کاربلد بوده‌است و اکثر هتلهایی که وی ساخته‌است، از زیباترین و بهترین هتل‌های جهان به‌شمار می‌روند.
در زیر، لیستی از هتل‌های ساخته و نظارت شده توسط وی را می‌توانید ببینید:
هتل کازینوی بوردواک لاس وگاس (ساخته شده توسط وی)،
هتل کازینوی گلدن ناگت لاس وگاس (خرید و توسعه)،
هتل کازینوی گلدن ناگت آتلانتیک سیتی (ساخته شده توسط وی)
هتل کازینوی میراژ لاس وگاس،
هتل کازینوی ترژر آیلند لاس وگاس،
هتل کازینوی بلاژیو لاس وگاس،
سهامدار هتل کازینوی نیو فرانتیر،
هتل کازینوی وین و انکور لاس وگاس،
هتل کازینوی وین و انکور ماکائو،
هتل کازینوی وین پلیس (Wynn Palace) ماکائو،
هتل کازینوی وین فیلادلفیا (اجرا نشده)،
هتل کازینوی وین (امروزه انکور) باستون هاربر واقع در اِورِت، ماساچوست (بعلت استعفای وی از شرکت، ساخت و توسعه آن به عوامل شرکت محول شد و در پی اتهام جنسی وارده علیه وی، نام هتل به انکور (Encore) تغییر کرد و مجوز گیمینگ آن نیز منوط است به روشن شدن وضعیت تکلیف اتهام وارده به وی. زیرا این مدرک به نام او صادر شده‌است)،
وین پارادایس پارک واقع در هتل کازینوی وین لاس وگاس (بعلت استعفای وی از شرکت، ساخت و توسعه آن به عوامل شرکت محول شد)،
فروشگاه‌های پلازای وین لاس وگاس (بعلت استعفای وی از شرکت، ساخت و توسعه آن به عوامل شرکت محول شد)،
هتل کازینوی وین غرب لاس وگاس (بعلت استعفای وی از شرکت، ساخت و توسعه آن به عوامل شرکت محول شد). این هتل در سایت سابق هتل نیو فرانتیر، همان هتلی که استیو فعالیت و زندگی خود را از آنجا آغاز کرد ساخته خواهد شد و هم‌اکنون در دست اقدام است. همین موضوع نیز یکی از گواه‌های موفقیت و خوشنامی وی است.
او در سال ۲۰۱۸ در طی یک اتهام جنسی که توسط تنی چند از کارکنان هتل وی در لاس وگاس علیه‌ش صورت گرفت، مجبور به استعفای سمت خود شد و سهامش را که بالغ بر ۴ میلیون دلار می‌ارزید، فروخت. به باور خودش، این اتهام دسیسه ای بوده‌است که توسط همسر سابق وی، الین وین دسیسه چینی شده‌است و هدف او از این کار، خارج کردن کامل استیو از مجموعه بوده‌است و وی تمامی این اتهام‌ها را تکذیب می‌کند؛ ولی در یک مورد وی مجبور به پرداخت ۷ میلیون دلار غرامت شد که باعث تشکیک در تکذیبیه وی می‌شود.
به‌هرحال او یکی از چهره‌های موفق صنعت هتلداری به‌شمار می‌رود و نقشی محوری در پیشبرد صنعت هتلداری در سطح جهان داشته‌است و هتل‌های ساخته و اداره شده توسط وی، در زمره بهترین هتل‌های جهان به‌شمار می‌روند.
همچنین وی کلکسیونی از آثار هنری دارد و دو تابلو از تابلوهای پیکاسو در اثر بی دقتی وی دچار آسیب شده‌اند که با صرف وقت و هزینه این خسارات جبران شده و تابلوها با قیمتی بالاتر به فروش رفته‌اند.

## مجموعه آثار هنری
او مجموعه دار آثار هنریست و اغلب آثار هنرمندانی چون پابلو پیکاسو و کلود مونه را در تفریگاه‌های وین به نمایش می‌گذارد. گل سرسبد مجموعهٔ او رؤیا اثر پیکاسو است.

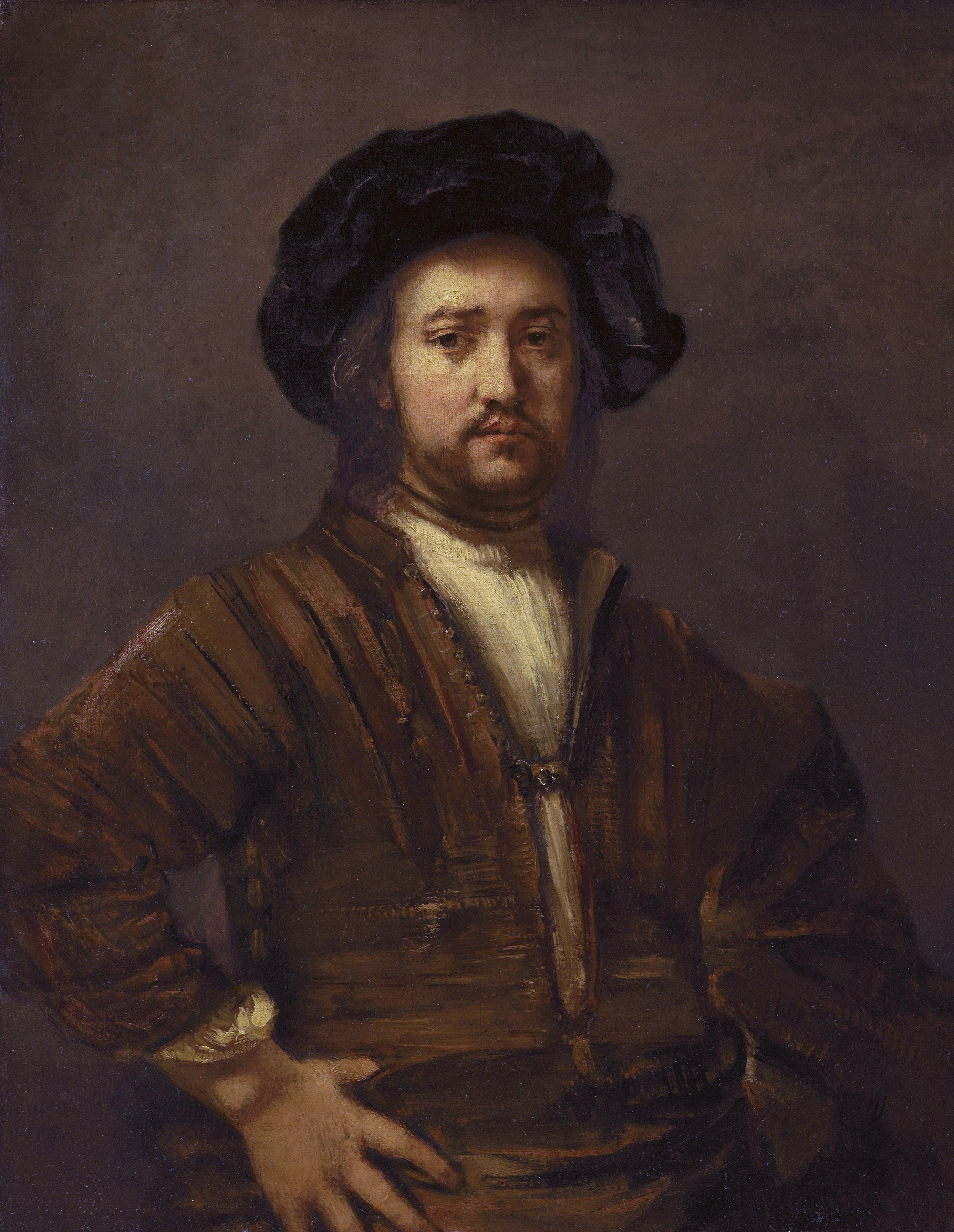
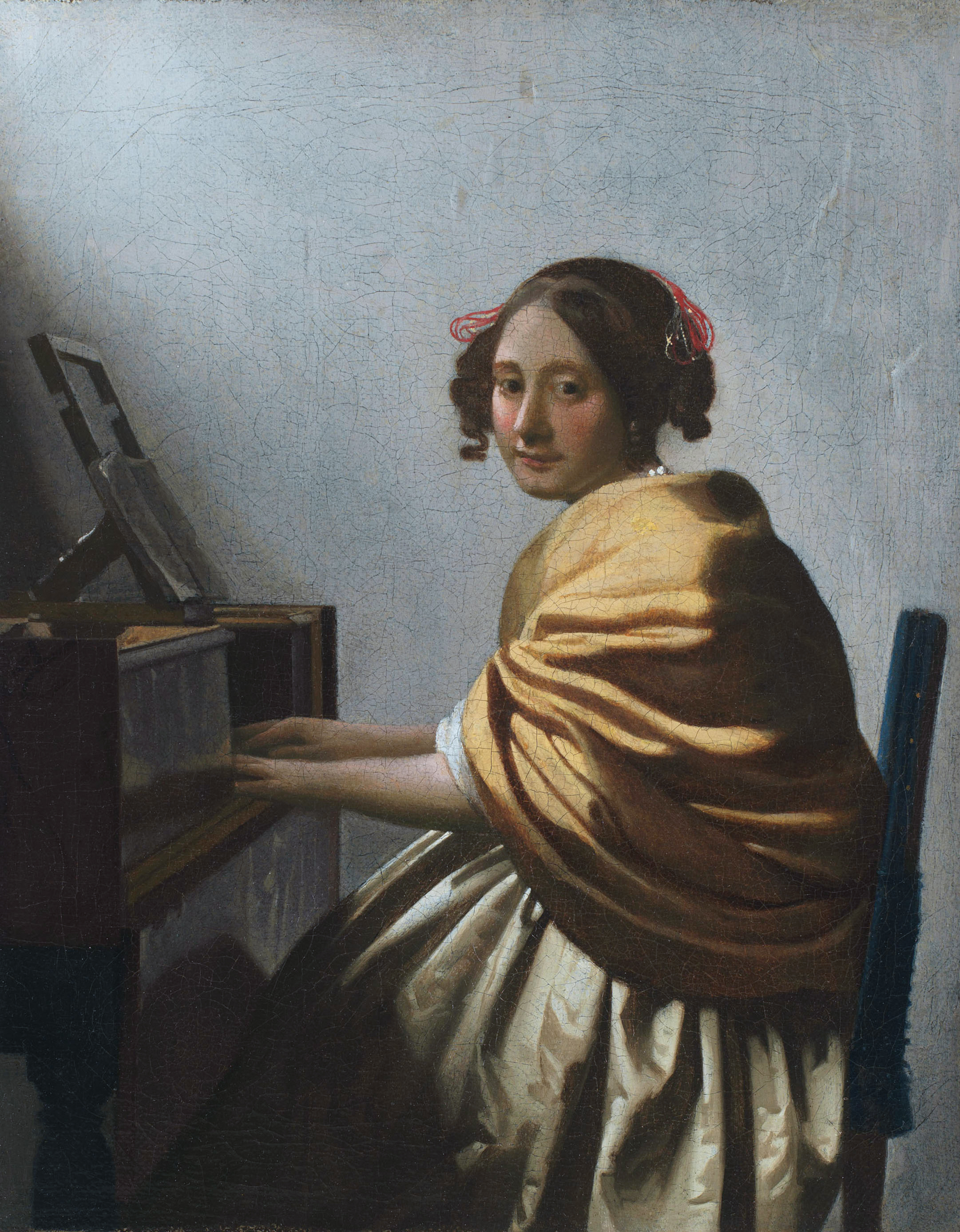
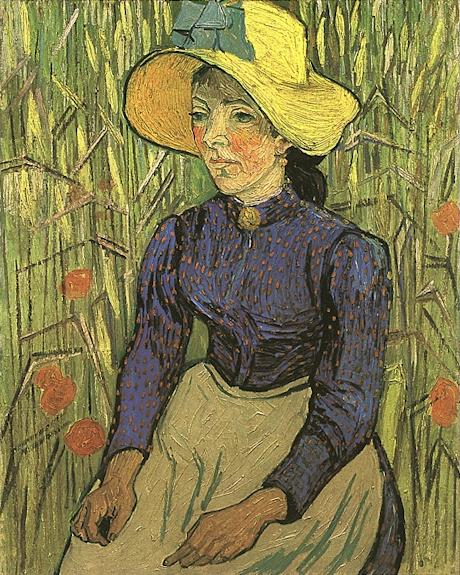
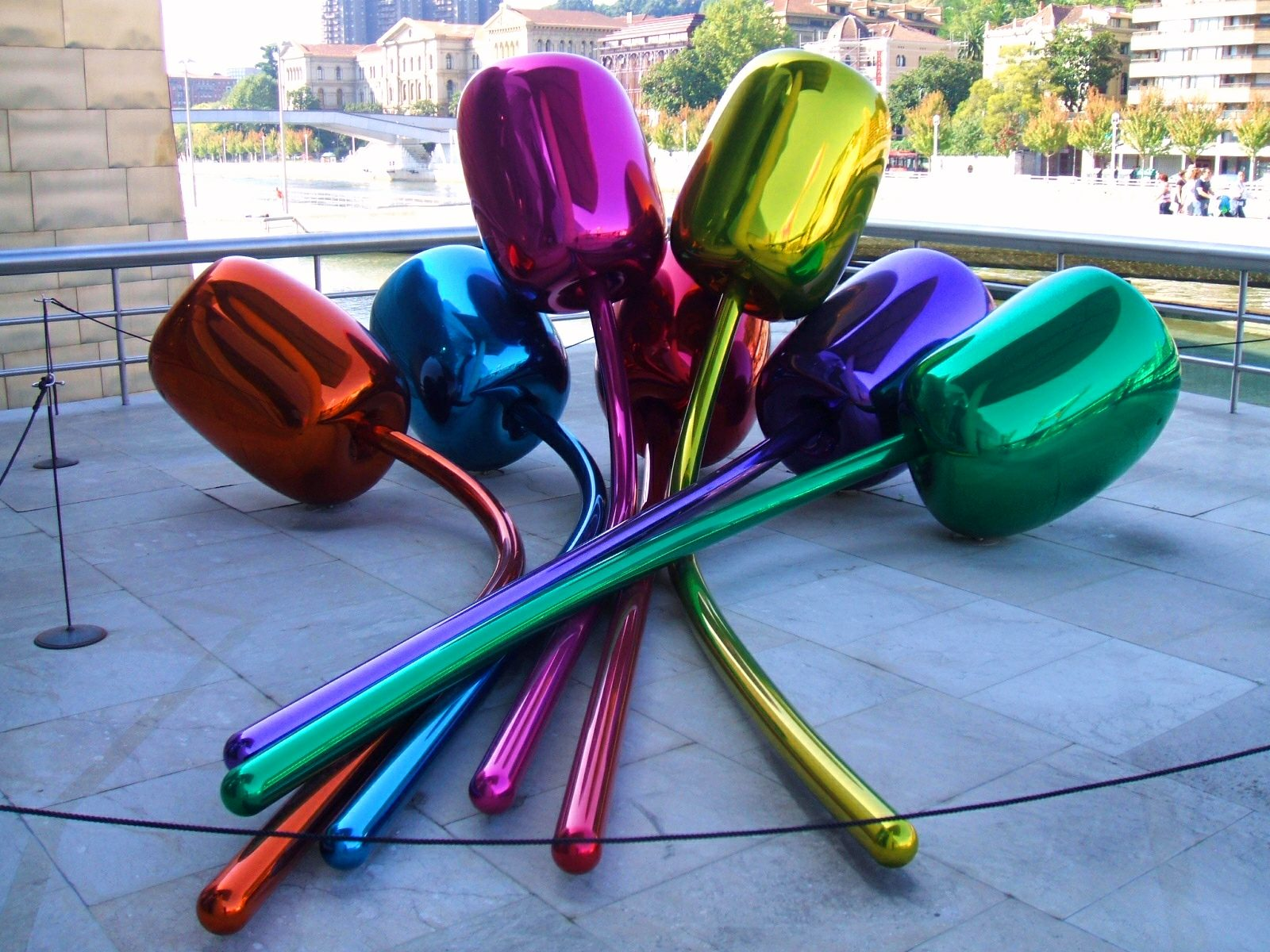